# قصر الفرش
قصر الفرش هو قصر تاريخي تونسي يقع في ولاية تطاوين بالجنوب التونسي وبتحديد في مدينة غمراسن.

## موقع
القصر يقع في سهل الفرش، وهي منطقة ملائمة للزراعة. كما يوجد بالقرب منه ضريح سيدي عبد القادر.

## تاريخ
تاريخ تأسيس القصر غير معروف حيث ان كمال العروسي يذكر أنه تم تأسيسه في عام 1900، بينما يشير يوسف مؤمني إلى فترة العشرينيات من القرن العشرين. وهناك بعض الفرضيات الأخرى التي تشير إلى تاريخ أقدم، مثل القرن السابع عشر.
في 10 يناير 2020، اقترح الحكومة التونسية موقع قصر الفرش لإدراجه في قائمة التراث العالمي لليونسكو  في المستقبل.

## تركيبة المبنى
القصر له شكل شبه منحرف، بأبعاد 230 مترًا على 250 مترًا. يحتوي القصر على حوالي 280 غرفة (غرفة تخزين تقليدية تُسمى "غرفا")، موزعة في الغالب على طابق واحد، مع 72 غرفة تقع على طابقين. وفي عام 2004، ذكر كمال العروسي أن عدد الغرف في القصر كان يصل إلى 480 غرفة.
يغلق المجمع بواسطة بوابة تم ترميمه في عام 2005. يحتوي القصر أيضًا على معصرة زيتون، بئر، ومسجد.

رغم أن جزءًا من القصر قد تم ترميمه، إلا أن غالبية المباني مهجورة. تذكر مارينيلا أرينا وباولا ريفا إلى أن بعض الغرف كانت قد انهارت في عام 2007، بينما كانت هناك غرف أخرى تعاني من أضرار هيكلية خطيرة.

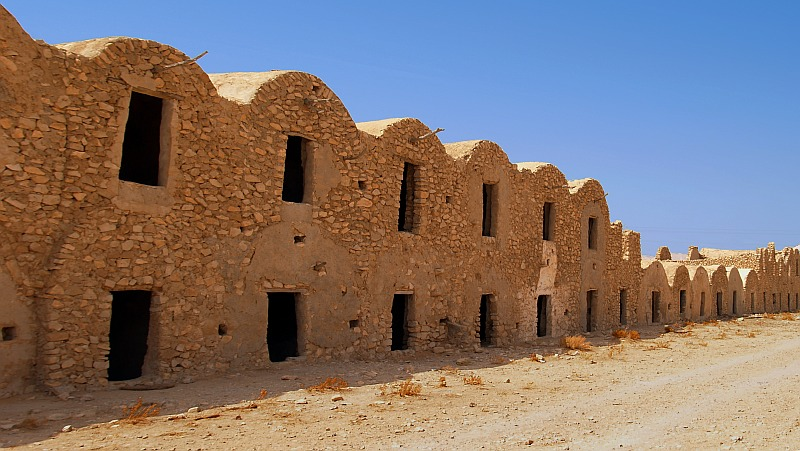
الجزء المهجور من القصر.
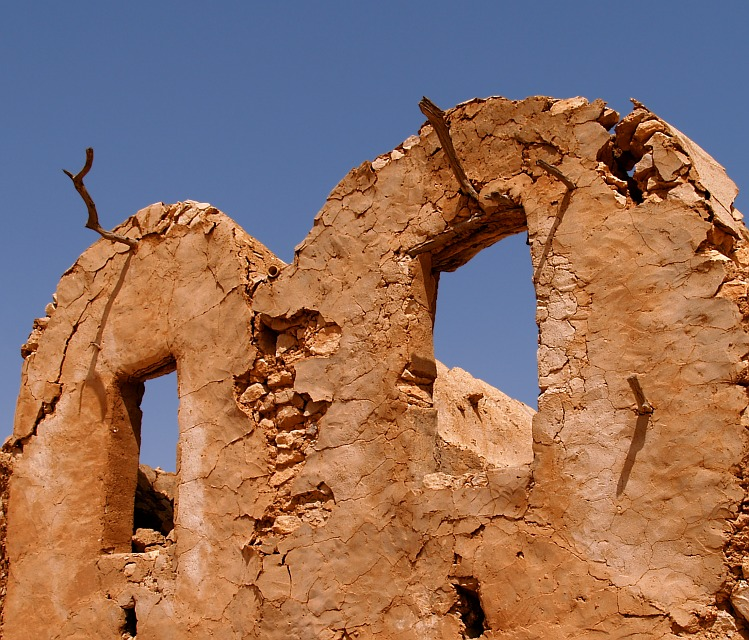
غرفة انهارت.
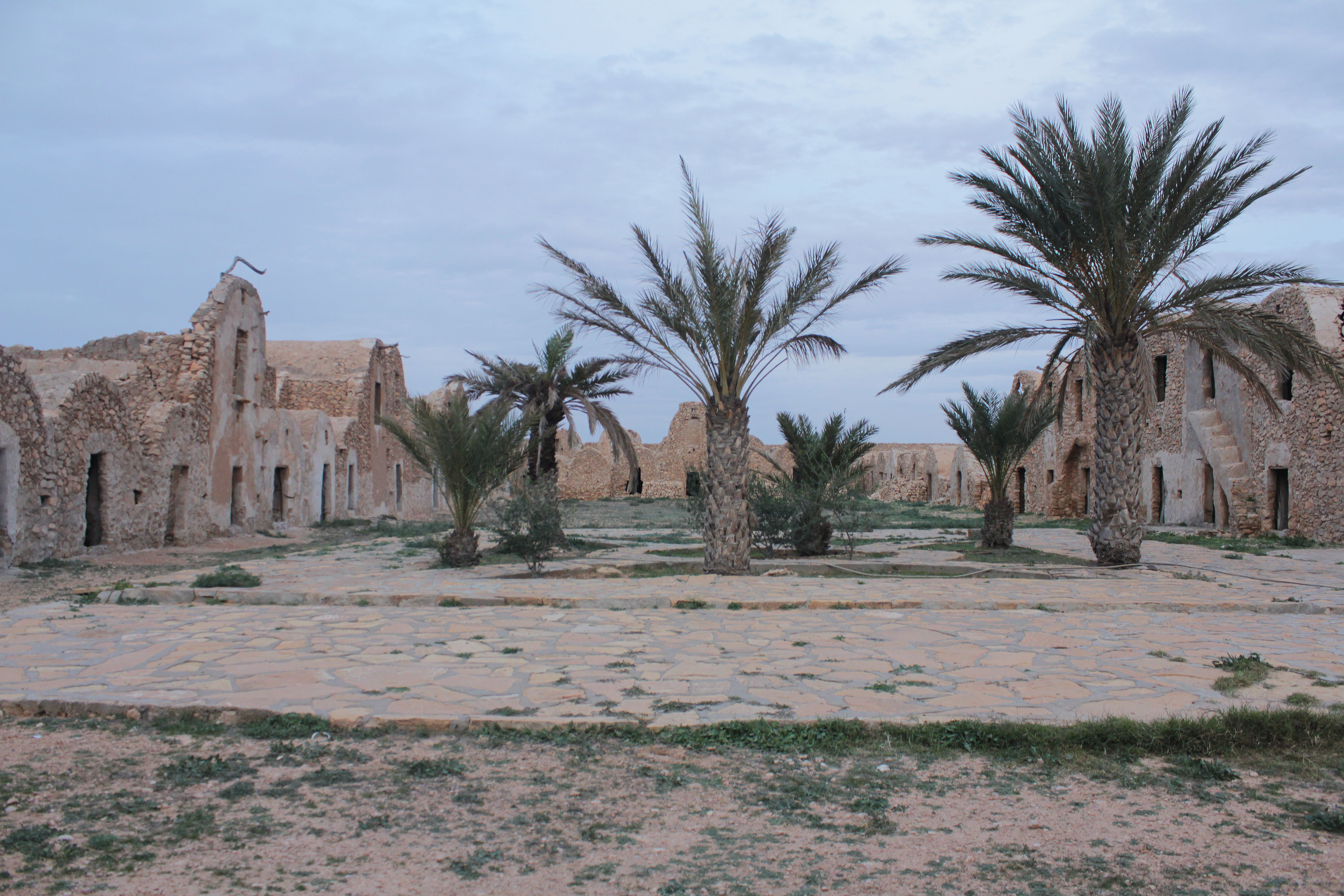
مساحة تم تحويلها إلى حديقة.

## يستخدم

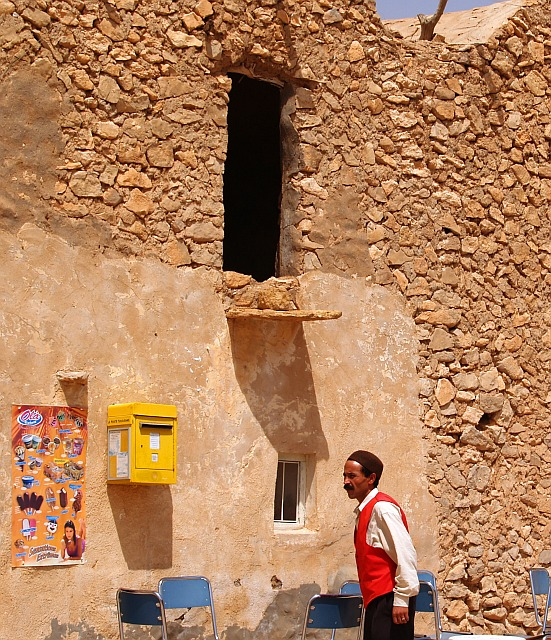
شرفة المقهى في عام 2005.

تم استخدام القصر لأغراض سياحية منذ عام 1996 في ثلاث غرف فقط، حيث تم تحويلها إلى مقهى ومتجر لبيع المنتجات الحرفية والهدايا التذكارية.

## فهرس
- Hédi Ben Ouezdou (2001). Découvrir la Tunisie du Sud, de Matmata à Tataouine (بالفرنسية). Tunis: Hédi Ben Ouezdou. p. 78. ISBN:978-9-973-31853-4..
- André Louis (1975). Tunisie du sud (بالفرنسية). Paris: Éditions du Centre national de la recherche scientifique. p. 370. ISBN:978-2-222-01642-7..
- Herbert Popp; Abdelfettah Kassah (2010). Les ksour du Sud tunisien (بالفرنسية). Bayreuth: Naturwissenschaftliche Gesellschaft Bayreuth. p. 400. ISBN:978-3-939-14604-9..